# Sinopec
China Petroleum & Chemical Corporation (中国石油化工股份有限公司) ali Sinopec Limited (poenostavljeno kitajsko: 中国石化; tradicionalno kitajsko: 中國石化; pinjin: Zhōngguó Shíhuà)
je veliko kitajsko naftnoplinsko podjetje s sedežem v Pekingu, Kitajska.Korporacija je bila ustanovljena februarja leta 2000. 
Sinopec se ukvarja z iskanjem nafte in plina, rafiniranjem, transportom in distribucijo naftnih izdelkov, proizvodnjo petrokemikalij in gnojil. 
Sinopec zaseda 5. mesto na lestvici ForbesGlobal 2000.
Sinopec proizvede samo četrtino surove nafte v primerjavi s konkurentom PetroChina, vendar pa proizvede okrog 60% več rafninirah izdelkov.